# جیمی نیلسن

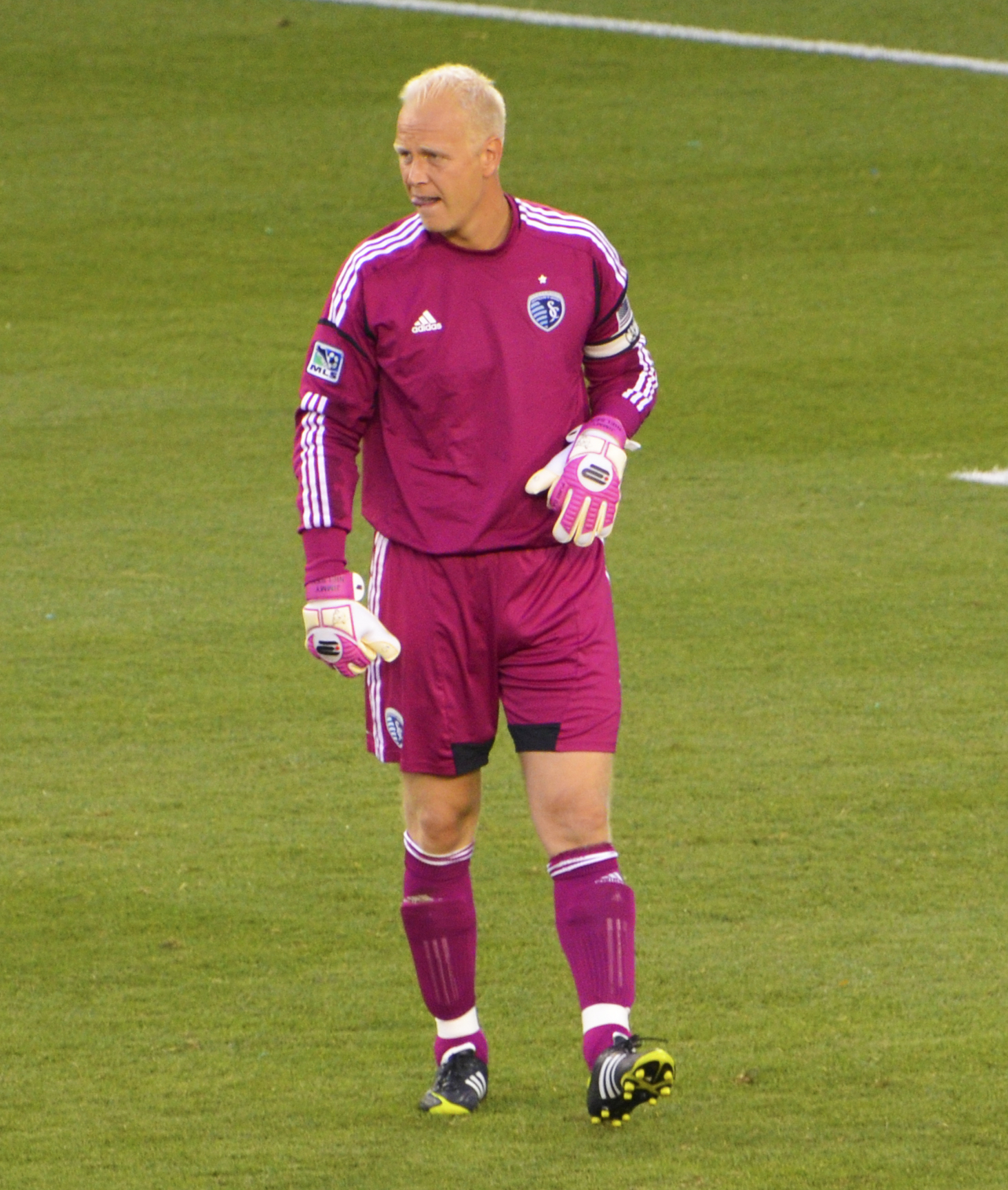

جیمی نیلسن (Jimmy Nielsen) بازیکن فوتبال اهل دانمارک است. او ملی پوش تیم ملی فوتبال مردان دانمارک نیز بوده است.
او سالها بازیکن باشگاه اسپورتینگ کانزاس سیتی بود و پس از قهرمانی باشگاهش در سال ۲۰۱۴ بعنوان کاپیتان تیم بازنشسته شد.